# Vergine della Rivelazione

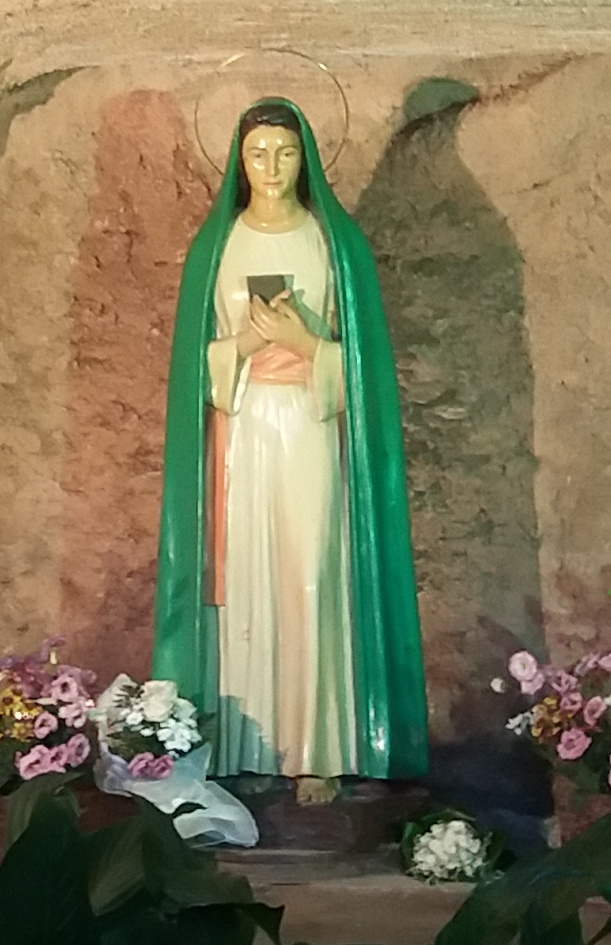
La statua in legno della Vergine della Rivelazione realizzata secondo le indicazioni di Bruno Cornacchiola ed ospitata all'interno della Grotta del Santuario.

Vergine della Rivelazione (anche Vergine delle Tre Fontane) è l'appellativo con cui alcuni fedeli cattolici venerano la Madonna, in seguito alle apparizioni che avrebbe avuto Bruno Cornacchiola a partire dal 12 aprile 1947 in una grotta nel luogo detto delle Tre Fontane a Roma.
La Chiesa cattolica ad oggi non ha riconosciuto le apparizioni, ma nel 1956 papa Pio XII consentì alla costruzione nel luogo dell'apparizione di una cappella per il culto, affidandone inizialmente la custodia e il servizio religioso all'Ordine dei Frati Minori Conventuali. Nel 1997 papa Giovanni Paolo II cambiò il nome del santuario in Santa Maria del Terzo Millennio alle Tre Fontane.
Il 12 aprile 2025 con un decreto di papa Francesco santuario fu elevato a Santuario diocesano e il nome cambiato in Vergine della  Rivelazione - Madre della Chiesa. Il responsabile è il rettore monsignore Renato Tarantelli Baccari. 

## Storia delle apparizioni

### Apparizione a Luigina Sinapi

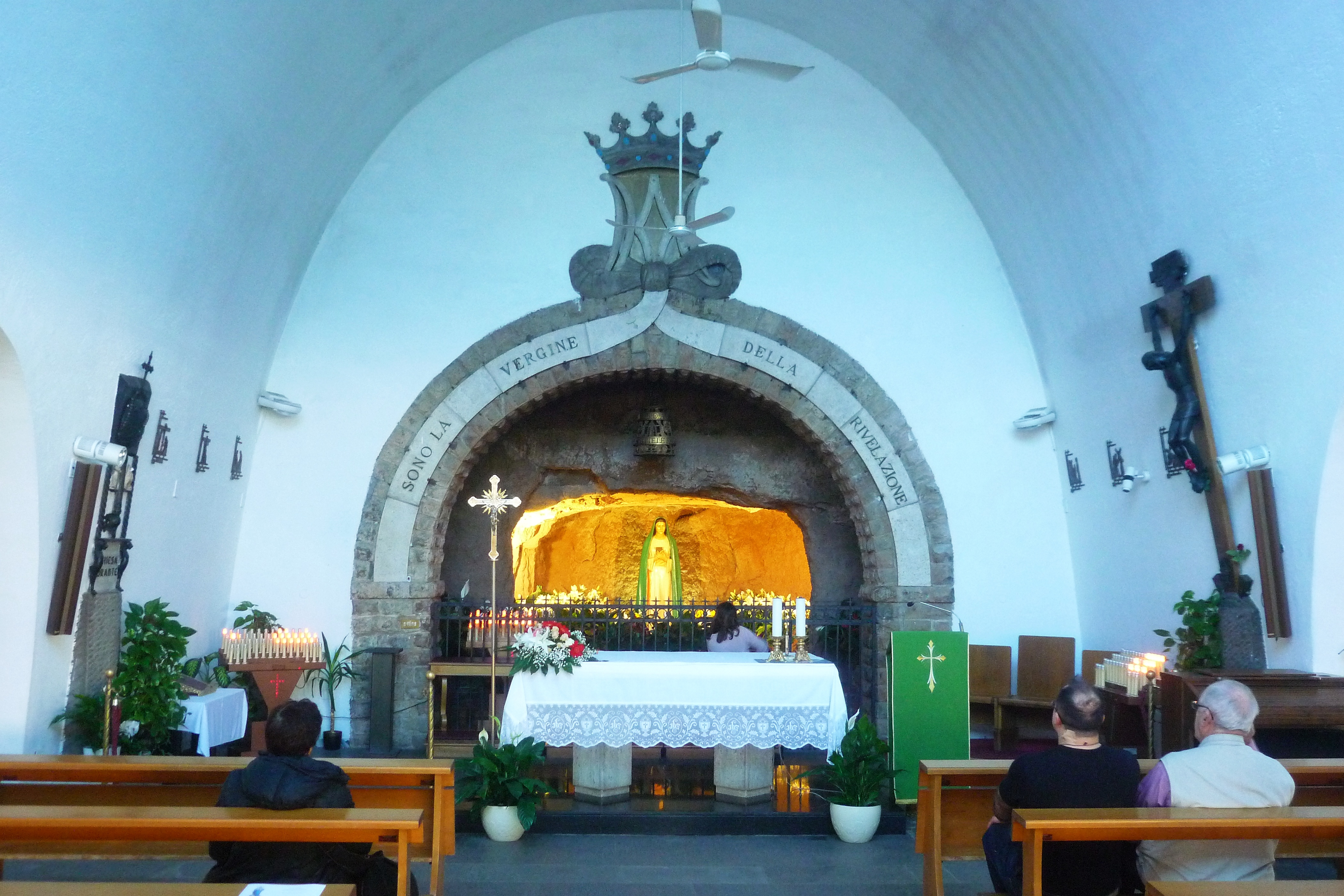
Fedeli in preghiera davanti alla statua della Vergine della Rivelazione, presso la grotta delle Tre Fontane (Roma)

La grotta dove Bruno Cornacchiola ed i suoi tre figli avrebbero assistito il 12 aprile del 1947 all'apparizione della Madonna, fu protagonista dieci anni prima di un'altra presunta apparizione, che Luigina Sinapi (Itri, 8 settembre 1916 – Roma, 17 aprile 1978) riferì di avere avuto. La Sinapi già il 15 agosto 1935 riferì di aver avuto diversi messaggi dalla Madonna che le chiedeva di offrirsi come vittima per la Chiesa cattolica e i sacerdoti, ma l'apparizione più significativa avvenne il 12 aprile 1937, mentre la Sinapi si trovava nella grotta delle Tre Fontane. La Sinapi affermò che la Madonna le fosse nuovamente apparsa affidandole questo messaggio:
Luigina fece come le fu chiesto e in piazza san Pietro individuò la marchesa Pacelli, sorella del cardinale Eugenio Pacelli, al tempo Segretario di Stato di papa Pio XI. Riferì quanto accaduto al cardinale Pacelli e dopo che si fu avverato il vaticinio, il cardinale Pacelli fu eletto papa il 2 marzo 1939, lui tenne sempre in considerazione i consigli che la Sinapi gli dava, considerandola un'inviata da Dio.
Quando Bruno Cornacchiola incontrò papa Pio XII e gli riferì dell'apparizioni di cui fu protagonista nella grotta delle Tre Fontane, il pontefice si ricordò del messaggio che la Sinapi gli diede un decennio prima, rispondendogli che sapeva già tutto.

### Apparizione a Bruno Cornacchiola
Bruno Cornacchiola (Roma, 9 maggio 1913 - 22 giugno 2001), dopo essersi sposato, partecipò alla guerra civile spagnola come volontario. Diventato avventista dopo essere stato convinto da un militare tedesco luterano, era un fanatico anticattolico, nonostante i tentativi della moglie Iolanda (1909 - 1976) di riportarlo alla fede cattolica. Il 12 aprile 1947 si era recato con i tre figli - Gianfranco, Carlo e Isola, rispettivamente di 4, 7 e 10 anni - nel luogo di Roma detto delle "Tre Fontane", così chiamato perché, secondo la tradizione, la testa dell'apostolo Paolo, rimbalzando tre volte dopo la decapitazione, avrebbe fatto sgorgare tre fonti.
Secondo il racconto di Cornacchiola, egli stava preparando una relazione da leggere in una conferenza, in cui attaccava le tesi cattoliche della verginità, dell'Immacolata Concezione e dell'Assunzione di Maria. Il figlio più piccolo, Gianfranco, era sparito nel rincorrere una palla, e il padre lo ritrovò in ginocchio e in trance davanti a una delle grotte naturali della zona, mentre mormorava "Bella signora". Gli altri due figli caddero a loro volta in trance, inginocchiandosi; il padre entrò allora nella grotta, e lì avrebbe visto la Madonna. L'uomo disse che ella era sfolgorante nella sua bellezza, che indossava un lungo abito bianco, trattenuto in vita da una fascia rosa, e un mantello verde, il quale, appoggiato sui capelli neri, le scendeva fino ai piedi nudi. Disse inoltre che stringeva al petto una Bibbia, che simbolicamente rappresenta la fonte della Rivelazione, e che gli avrebbe detto:

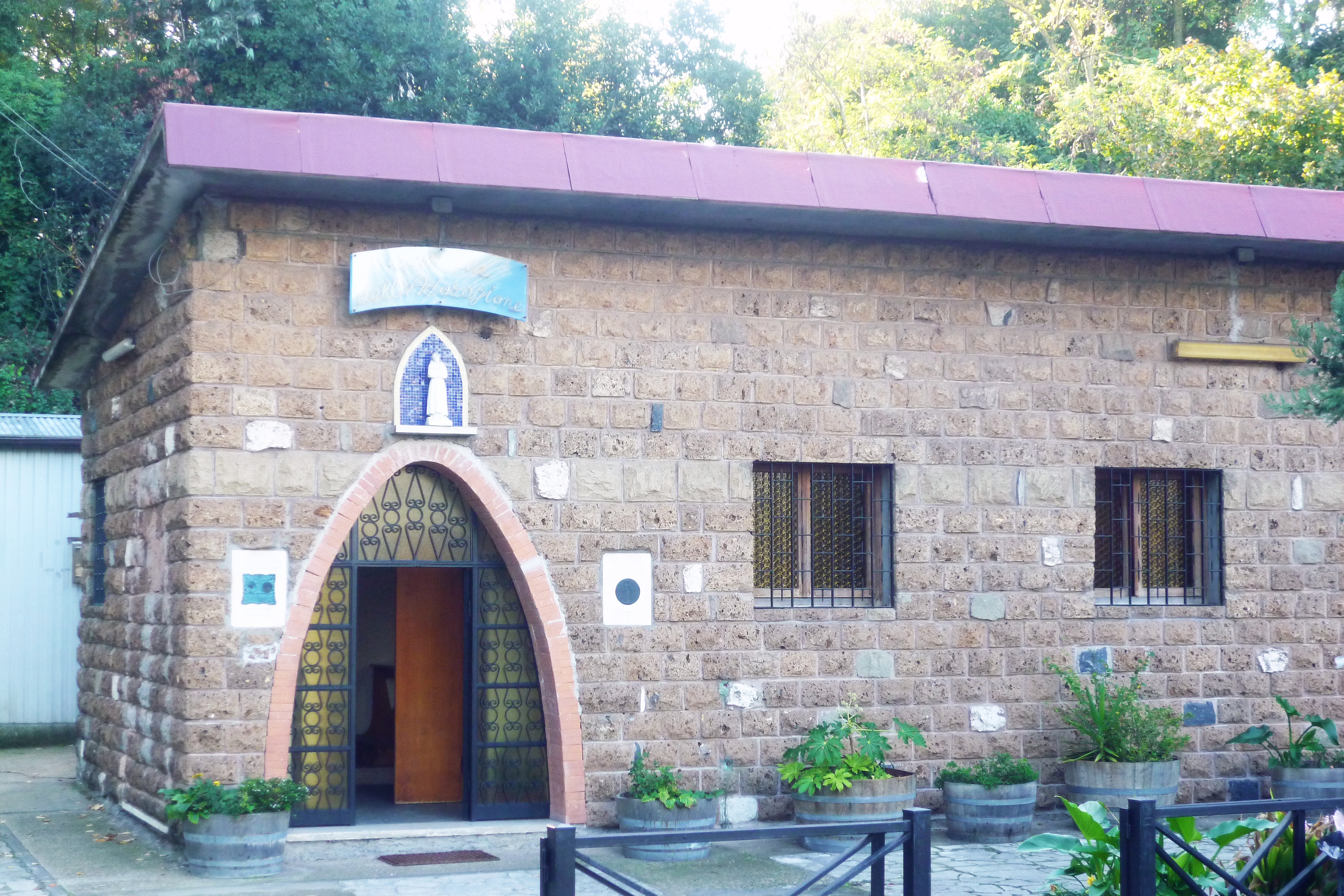
La cappella del santuario della Vergine della Rivelazione, Tre Fontane (Roma)

Bruno Cornacchiola racconta che, sentite queste parole, si sentì immerso in uno stato di profonda gioia, mentre nella grotta si diffondeva un profumo soave. Prima di accomiatarsi, la Vergine della Rivelazione gli avrebbe lasciato un segno, in modo che l'uomo non avesse alcun dubbio sull'origine divina e non diabolica della visione. La prova riguardava il futuro incontro tra Cornacchiola e un sacerdote, che si sarebbe verificato in seguito proprio secondo quanto preannunciato. A seguito dell'abiura, Cornacchiola fu nuovamente accolto nella comunità cattolica.
Cornacchiola raccontò quindi di avere avuto altre apparizioni, il 6, 23 e 30 maggio; successivamente preparò un testo, in cui descriveva la sua conversione, e questo fu affisso all'ingresso della grotta l'8 settembre 1948. Il luogo divenne meta di pellegrinaggio.
Cornacchiola incontrò Pio XII il 9 dicembre 1949: confessò al pontefice che dieci anni prima, al ritorno dalla guerra civile spagnola, aveva progettato di ucciderlo. Dopo quest'episodio fu scolpita una statua di Maria, secondo le indicazioni del veggente, e fu posta nella grotta, dove ormai hanno luogo guarigioni e conversioni.
Il 12 aprile 1980, nel trentatreesimo anniversario della presunta apparizione, tremila persone affermarono di aver assistito a un prodigio solare, descrivendolo in seguito in modo particolareggiato. Il fenomeno si sarebbe ripetuto due anni più tardi. In quest'occasione, Bruno Cornacchiola disse di aver ricevuto un messaggio dove la Madonna gli chiedeva la costruzione di un santuario nel luogo dell'apparizione. Cornacchiola avrebbe avuto per tutta la vita sogni e visioni profetiche: dalla tragedia di Superga (1949) alla guerra del Kippur (1973), dal rapimento di Aldo Moro (1978) all'attentato a Giovanni Paolo II (1981), fino al disastro di Černobyl' (1986) e alla caduta delle torri gemelle (2001).
Il messaggio spirituale della Vergine della Rivelazione ha ispirato la costituzione dell'Associazione catechistica "SACRI" (Schiere Arditi di Cristo Re Immortale), fondata il 12 aprile 1948 a Roma da Bruno Cornacchiola.